# أوبرا وينفري
أوبرا جايل وينفري (بالإنجليزية: Oprah Gail Winfrey)‏ هي مقدمة برامج حوارية أمريكية، ومنتجة تلفزيونية، وممثلة، ومؤلفة، وفاعلة خير. اشتهرت ببرنامجها الحواري، برنامج أوبرا وينفري، الذي بُث من شيكاغو، وهو البرنامج التلفزيوني الأعلى تقييمًا من نوعه في التاريخ وعرضته النقابة الوطنية لمدة 25 عامًا، منذ 1986 وحتى 2011. أُطلق عليها لقب «ملكة جميع وسائل الإعلام»، وكانت أغنى أمريكية من أصل أفريقي في القرن العشرين، وكانت ذات يوم المليارديرة السوداء الوحيدة في العالم وأعظم فاعلة خير سوداء في تاريخ الولايات المتحدة.
ولدت وينفري في ريف ولاية مسيسيبي لأم مراهقة وحيدة وعاشت في فقر وترعرعت لاحقًا في مدينة ميلواكي الداخلية. ذكرت أنها تعرضت للتحرش في طفولتها وفي سن المراهقة المبكرة وحملت في سن 14، ولد ابنها قبل أوانه ومات رضيعًا. ثم أُرسلت وينفري للعيش مع الرجل الذي تسميه والدها، فيرنون وينفري، وهو حلاق في ناشفيل، تينيسي، وحصلت على وظيفة في الراديو بينما كانت ما تزال في المدرسة الثانوية. عندما بلغت سن التاسعة عشرة، عملت كمساعدة مذيعة في الأخبار المسائية المحلية. أدى تقديم وينفري العاطفي والمرتجل غالبًا في النهاية إلى نقلها إلى ساحة البرامج الحوارية النهارية، وبعد رفع برنامج شيكاغو الحواري المحلي من الدرجة الثالثة إلى المركز الأول، أطلقت شركة الإنتاج الخاصة بها.
بحلول منتصف التسعينيات، أعادت وينفري تقديم عرضها مع التركيز على الأدب وتحسين الذات واليقظة والروحانية. على الرغم من تعرضها لانتقادات لإطلاقها العنان لثقافة الاعتراف، والترويج لأفكار المساعدة الذاتية المثيرة للجدل، واتباعها نهجًا يركز على العاطفة، فقد حظيت أيضًا بالثناء لتجاوزها الشدائد لتصبح فاعلة خير للآخرين. ظهرت وينفري أيضًا كقوة سياسية في السباق الرئاسي لعام 2008، بتأييدها لباراك أوباما، حصل على نحو مليون صوت خلال الانتخابات التمهيدية للحزب الديمقراطي لعام 2008. في عام 2013 منحها الرئيس أوباما وسام الحرية الرئاسي وحصلت على درجة الدكتوراه الفخرية من ديوك وهارفارد. في عام 2008 أسست شبكتها الخاصة، شبكة أوبرا وينفري.
أحدثت وينفري ثورة في نوع البرامج الحوارية الشعبية التي ابتكرها فيل دوناهو، والذي ينسب إليه إنشاء شكل اعترافي أكثر حميمية في التواصل الإعلامي. أدخِلت قاعة الشهرة الوطنية للمرأة في عام 1994. فازت وينفري بالعديد من الجوائز طوال حياتها المهنية من بينها 18 جائزة إيمي عن فئة البرامج النهارية، التي تضم جائزة الإنجاز مدى الحياة وجائزة رئيس مجلس الإدارة، وجائزتي الإيمي برايم تايم، بما في ذلك جائزة بوب هوب الإنسانية، وجائزة توني، وجائزة بيبودي، وجائزة جان هيرشلوت الإنسانية، التي تمنحها جوائز الأوسكار وترشيحان إضافيان لجائزة الأوسكار. انتخِبت وينفري عضوًا في الأكاديمية الأمريكية للفنون والعلوم في عام 2021.

## المولد والنشأة
ولدت في 29-1-1954 بولاية مسيسيبي ثم انتقلت للحياة في مدينة ميلووكي، وقد عاشت أوبرا طفولة فقيرة، والدها كان حلاقاً بالإضافة إلى عمله ببعض الأعمال التجارية الصغيرة، والدتها كانت تعمل في خدمة البيوت، عاشت عند جدتها في حي فقير بعد انفصال والديها إلى أن بلغت السادسة من عمرها.

## حياتها المهنية
بدأت حياتها مراسلة لإحدى قنوات الراديو وهي في 19 من عمرها وأكملت تعليمها الجامعي في ولاية تينيسي من خلال منحة تعليمية حصلت عليها، حيث كانت من أوائل الطلاب الأمريكيين من أصل أفريقي في الجامعة مما سبب لها صعوبات عديدة، انتقلت إلى بالتيمور عام 1976 وبدأت تعمل في برنامج.
وأحدث كتاب هو، Live the best of your life، كما أنها تمتلك استوديوهات هاربو وتُصدر مؤسستها «مجلة أوبرا».

## الثروة
بلغت ثروتها عام 2003 مليار دولار مما وضعها في المرتبة 427 في اللائحة التي تضم 476 مليارديرا. وحسب تصنيف مجلة فوربس لعام 2005، احتلت أوبرا المرتبة التاسعة في أول 20 شخصية من النساء الأكثر نفوذا على صعيد وسائل الاعلام والسلطة الاقتصادية. كما احتلت المركز الثاني حسب تصنيف مجلة فوربس لعام 2005 في قائمة أكثر الشخصيات تأثيراً في العالم الذي ضم 100 شخصية وصعدت وينفري لتحل محل ميل جيبسون من حيث الثروة فقد بلغ دخلها السنوي 225 مليون دولار.
استضافت شخصيات عالميه ومن أبرزها مايكل جاكسون عام 1993 حينما قدمت البرنامج من داخل مزرعته نيفرلاند ببث مباشر والتي بلغت مشاهدة هذه الحلقة أكثر من 100 مليون مشاهد حول العالم محققة أعلى نسبة مشاهدة لحلقة في برنامجها مما زاد من شهرتها عالمياً في أوائل التسعينات أيضاً استضافت شخصيات سياسية اجتماعية بارزة مثل بيل كلينتون، هيلاري كلينتون، كوندوليزا رايس. كما عرف عنها إرادتها القوية فقد خسرت من وزنها الكثير بعد أن عاشت سنوات بهذا الوزن وشاركت بماراثون في واشنطن خسرت 90 باوند من أصل 150 باوند.
في حوار تلفزيوني له مع برنامج غود مورنينغ أمريكا في يناير 2009 على شاشة هيئة الاذاعة الأمريكية قال حاكم ولاية إلينوي رود بلاغوفيتش أن صديقا له اقترح عليه ان يطلب من وينفري شغل المقعد الشاغر حينها لباراك أوباما كممثل للولاية في مجلس الشيوخ الأمريكي في واشنطن دي سي. وأضاف في الحوار «..بدت أنها شخص ما ساعد باراك اوباما بطريقة بارزة لان يصبح رئيسا...»، إلا أنه قرر أن أوبرا ونفري التي تعتبر إحدى أغنى نساء الولايات المتحدة «لم تكن لتقبل العرض على الأرجح». وبثت آخر حلقة في شهر ديسمبر 2010، وإضافة لما كتب فإن أوبرا محبوبة جداً.

## الإذاعة
اعلنت أوبرا وينفري يوم16 فبراير2006 بتوقيع عقد لمدة 3 سنوات بمبلغ 55 مليون دولار مع (اكس ام ستالايت راديو)لإنشاء قناة اذاعية.وتتكون اذاعة«أوبرا والاصدقاء» من الموظفين العاملين في برنامجها ومجلة أوبرا ونيت بروكس ود.محمد اوز ود.روبين سميث ومارين وليامز.وانطلقت اذاعة أوبرا والاصدقاء في تمام الساعة 11 صباحا وينفري في شيكاغو.وعرضت الإذاعة برامجها لمدة 24/24 ساعة.ل 7 أيام في الأسبوع على«اكس ام راديو شانيل156».ويتطلب العقد من أوبرا وصديقتها غيل كنج ان يُعْرَض لمدة ثلاثين دقيقة في الأسبوع و 39 أسبوعاً في السنة.

## الحلقة الأخيرة
عُرضت الحلقة الأخيرة من برنامج أوبرا وينفري في 25 مايو 2011. وقد سبقه تسجيل وداعي مقسم إلى جزئين أمام جمهور مكون من 13,000 شخص بمشاركة أريثا فرانكلين، توم كروز، ستيفي ووندر، بيونسيه، توم هانكس، ماريا شرايفر، ويل سميث ومادونا. وشكرت موضفيها ومعجبيها، وانتهى خطابها بالبكاء. حققت هذه الحلقة أعلى نسبة مشاهدة منذ 17 عاما.
منذ يناير 2012، تعرض أوبرا برنامجها Oprah's Next Chapter على قناتها الخاصة.

## مشاريع المستقبل
اعلنت كلا من أوبرا وديسكفري كومينوكيشن يوم 15 يناير2008 بخطط لتغير«ديسكفري هيلث شانيل» لقناة جديدة تدعى«أو دبليو ان».وقد انطلقت القناة في سنة 2010.وكان من المفترض ان تنطلق في عام 2009 لكنها قد تاجلت.وستكون القناة متوفرة في أكثر من 70 مليون منزل بسبب بثها المجاني ل«ديسكفري هيلث شانيل», وقامت أوبرا بمراقبة موقعها"oprah.com" لديسكفري كوميونيكيشن.وقد بدات القناة بإذاعة برامجها المختلفة يوم 4 يناير2011.ويشترط العقد من أوبرا بوجوب العمل لمدة 70 ساعة في السنة على قناتها.

## الدفاع عن حقوق الحيوانات
حصلت وينفري على لقب شخصية العام لعام 2008 من قبل مجموعة حقوق الحيوان (بيتا) لاستخدام شهرتها وجمهورها في مساعدة الحيوانات. أشادت بيتا بوينفري لاستخدام برنامجها الحواري للكشف عن حالات مروعة من القسوة التي تتعرض لها الحيوانات في أقفاص الجراء وفي مزارع تربية الحيوانات، حتى أن وينفري استغلت برنامجها لتسليط الضوء على النظام الغذائي النباتي (الخالي من القسوة) على حد قولها الذي جربته.

## جائزة سيسيل بي دوميل والتفكير في الترشح للرئاسة
منحت رابطة هوليوود للصحافة الأجنبية، أوبرا وينفري، جائزة «سيسيل بي دوميل» الفخرية، التي تُقدَّم سنويا لشخصية ذات تأثير ومساهمة ملحوظة في عالم الفن والترفيه، وذلك خلال حفل توزيع جوائز الغولدن غلوب الرابع والسبعون 
 ، وبعد ذلك الفوز نشرت شبكة «سي إن إن» الأمريكية تقريرا أثار ضجة كبيرة حول نية أوبرا وينفري في الترشح لـ انتخابات الرئاسة الأمريكية 2020 

## وصلات خارجية
- الموقع الرسمي لأوبرا
- أوبرا وينفري على موقع IMDb (الإنجليزية)
- أوبرا وينفري على موقع الموسوعة البريطانية (الإنجليزية)
- أوبرا وينفري على موقع روتن توميتوز (الإنجليزية)
- أوبرا وينفري على موقع مونزينجر (الألمانية)
- أوبرا وينفري على موقع ألو سيني (الفرنسية)
- أوبرا وينفري على موقع أول موفي (الإنجليزية)
- أوبرا وينفري على موقع قاعدة بيانات برودواي على الإنترنت (الإنجليزية)
- أوبرا وينفري على موقع قاعدة بيانات الأفلام السويدية (السويدية)
- أوبرا وينفري على موقع إن إن دي بي (الإنجليزية)
- أوبرا وينفري على موقع ديسكوغز (الإنجليزية)
- أوبرا على يوتيوب
- الصفحة الرسمية على ماي سبيس
- أوبرا وينفري تطلق قناة تلفيزيونية تحمل اسمها
- متابعة إخبارية لآخر أخبار الإعلامية الأمريكية أوبرا وينفري